# Les Joies du Yiddish
 (mars 2021).
Si vous disposez d'ouvrages ou d'articles de référence ou si vous connaissez des sites web de qualité traitant du thème abordé ici, merci de compléter l'article en donnant les références utiles à sa vérifiabilité et en les liant à la section « Notes et références ».
Les Joies du Yiddish (titre original The Joys of Yiddish) est un lexique de termes employés couramment en anglais américain par les non juifs, sous l'influence des Juifs Ashkénazes américains et de leur langue traditionnelle le yiddish. Il a été publié pour la première fois en 1968 par Leo Rosten, réédité en 2001 par Lawrence Bush et traduit en français par Victor Kuperminc.
Ce livre eut un succès particulier du fait de sa manière propre d'expliquer la signification des idiomes yiddish par le biais de l'humour et de l'anecdote, voire de la plaisanterie. Ainsi dans l'article Peysah' (où lors du repas du Séder le plus jeune convive doit poser quatre questions traditionnelles), cette citation : « Bien que Peysah' ne revienne qu'une fois par an, les Juifs posent des questions toute l'année. »
En plus d'être assez fiable, ce livre fait donc également office d'anthologie d'humour juif.